# Neuer Jüdischer Friedhof (Răducăneni)
Der Neue Jüdische Friedhof Răducăneni ist ein jüdischer Friedhof in Răducăneni, einer Gemeinde im Kreis Iași in der Region Moldau in Rumänien.
Der Friedhof mit den ungefähren Maßen 800 m × 350 m wurde von 1901 bis 1983 belegt. Er liegt an einem Hang nordöstlich von Răducăneni. Die Anzahl der Grabsteine wird mit „100-500“ angegeben. Sie befinden sich weitgehend an ihrem ursprünglichen Platz. Über 75 % der Steine sind „toppled“ oder zerbrochen.
Der Alte jüdische Friedhof wurde im Zeitraum 1846 bis 1899 belegt. Er ist etwa 150 m × 80 m groß.